# Tremplin du Châble
Tremplin du Châble, także: Le Châble – nieistniejąca skocznia narciarska w szwajcarskiej miejscowości Sainte-Croix.
Skocznia została zbudowana w 1914 roku. Pierwszym rekordzistą skoczni został William Calame, który w inauguracyjnych zawodach uzyskał 33 metry. W 1922 roku, z okazji Mistrzostw Szwajcarii 1923, skocznia została przebudowana. Dzięki temu, w 1924 roku odległość 57 metrów uzyskał René Morard.
W 1929 roku ponownie skocznię przebudowano, a rok później zorganizowano zawody, w których wzięli udział między innymi Asbjørn Ruud i Birger Ruud. W 1935 roku skocznia uległa zniszczeniu podczas huraganu. Została odbudowana i powiększona do skoczni K-65. 
W 1973 roku po raz ostatni skocznia została przebudowana. Jej ówczesny punkt konstrukcyjny umiejscowiony był na 87. metrze. W 1977 roku na skoczni rozegrano zawody w skokach narciarskich w ramach pierwszej edycji mistrzostw świata juniorów w narciarstwie klasycznym. Tytuł mistrzowski wywalczył wówczas reprezentant Czechosłowacji, Pavel Fízek.
Skocznia była w użytku do lat 80. XX wieku, a następnie została zdemontowana.